# Szamotulski
Szamotulski là một huyện thuộc tỉnh Wielkopolskie của Ba Lan. Huyện có diện tích 1119 km². Đến ngày 1 tháng 1 năm 2011, dân số của huyện là 87875 người và mật độ 79 người/km².